# Pterodroma defilippiana
A Grazina chilena (Pterodroma defilippiana) é uma espécie de ave marinha da família Procellariidae.
É endémica do Chile.
Os seus habitats naturais são: mar aberto e costas rochosas.